# Фабрично-заводська семирічка
Фабрично-заводська семирічка (ФЗС) — семирічна школа середньої освіти і одночасного ознайомлення з виробничою практикою найближчого до неї підприємства, що існувала в містах та  робітничих селищах СРСР з 1926 до 1934 року. Після закінчення ФЗС учень міг поступити до 8-го класу середньої школи або до середнього професійного навчального закладу.
У ФЗС учні залишалися після уроків задля практичних занять, фізичних вправ, технічних гуртків тощо. Тому ці семирічки ще називали «школою повного дня».
Практичного значення ФЗС не мали і при реорганізації шкільної системи були перетворені на неповні середні школи, так звані «семирічки».